# Carlo Mattrel
(Alberto Malavasi)
Carlo Mattrel (Torino, 14 aprile 1937 – Front, 25 settembre 1976) è stato un calciatore italiano, di ruolo portiere.
Era affettuosamente soprannominato Carletto.

## Biografia
Sposato con Grazia, la coppia ebbe due figli.
Ritiratosi dallo sport, intraprese l'attività di imprenditore metalmeccanico fino alla prematura scomparsa avvenuta nel 1976, a trentanove anni, a seguito di un incidente stradale avvenuto in località Front Canavese: la sua auto si schiantò contro una betulla e Mattrel sbatté la testa sul parabrezza; morì sul colpo nonostante il rapido soccorso di un anestesista.

## Caratteristiche tecniche
Atleta longilineo, era capace di piazzarsi bene fra i pali ed era dotato di grande agilità.

## Carriera

### Club

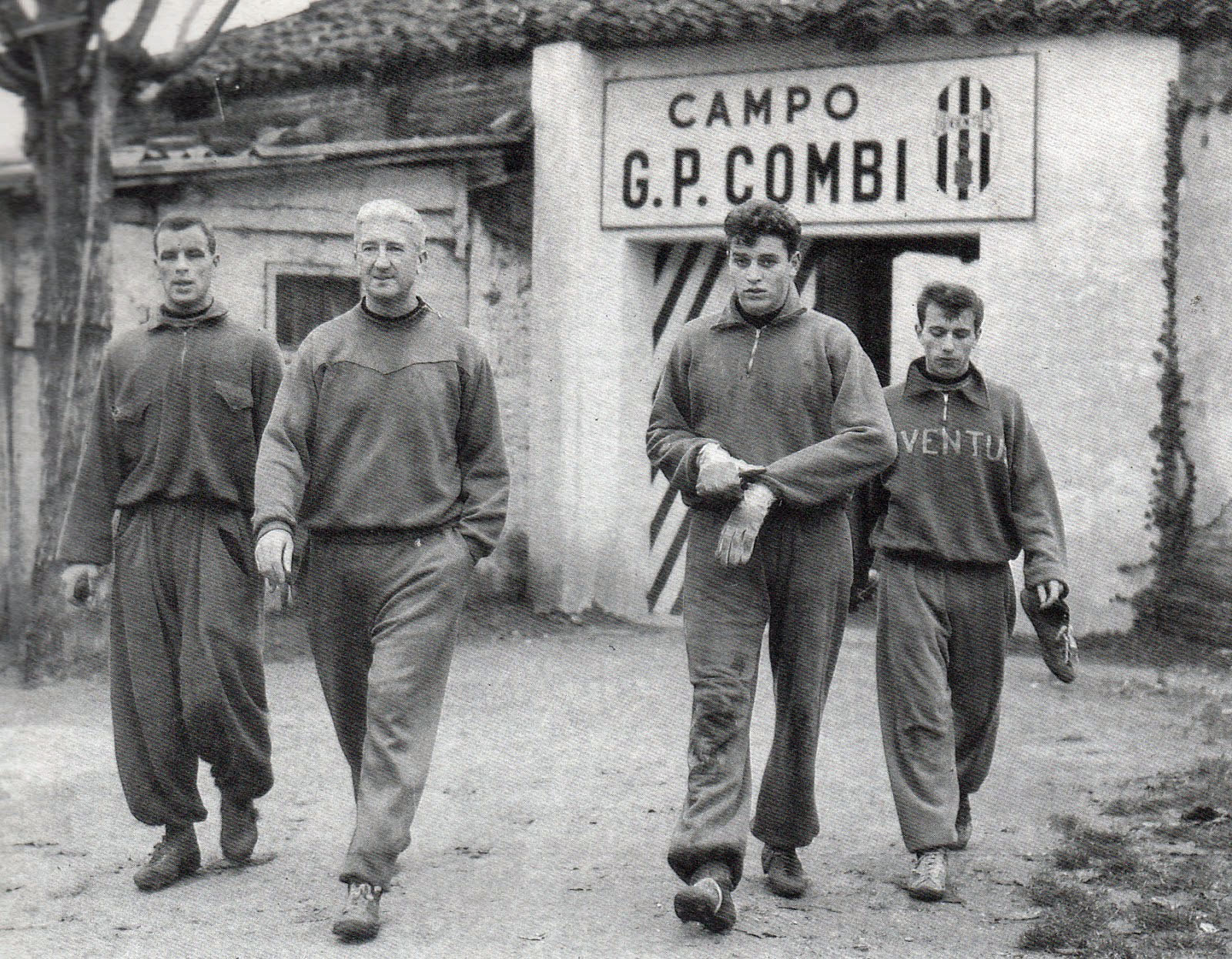
Mattrel (terzo da sinistra) alla Juventus nella stagione 1957-1958, in allenamento al Campo Combi con Charles, il tecnico Broćić e Stacchini.

Mosse i primi passi nelle giovanili della Juventus e, nella sessione di mercato di ottobre 1956, fu mandato in prestito all'Anconitana sotto la guida tecnica dell'ex capitano bianconero Carlo Parola; con la squadra marchigiana vinse il proprio girone di Serie D per poi tornare a Torino.
Giocò sette stagioni sotto la Mole, salvo una parentesi di una stagione in prestito al Palermo nel 1961-62 (34 presenze in campionato), rientrando nella trattativa che portò Roberto Anzolin a Torino. Alla Juventus vinse tre scudetti nel 1958 – quello della prima stella –, 1960 e 1961 oltreché due edizioni della Coppa Italia, nel 1959 e 1960.
Durante l'annata a Palermo fece registrare la più lunga striscia di partite con reti inviolate della storia rosanero: cinque partite contro Udinese, Vicenza, Torino, Bologna e SPAL – in quest'ultima parò due calci di rigore. Nella stessa stagione parò otto rigori su dieci – uno dei due subìti fu respinto ma non trattenuto, a San Siro contro l'Inter, dopo averne neutralizzato già uno.
Rientrato a Torino, venne progressivamente relegato al ruolo di riserva di Anzolin.

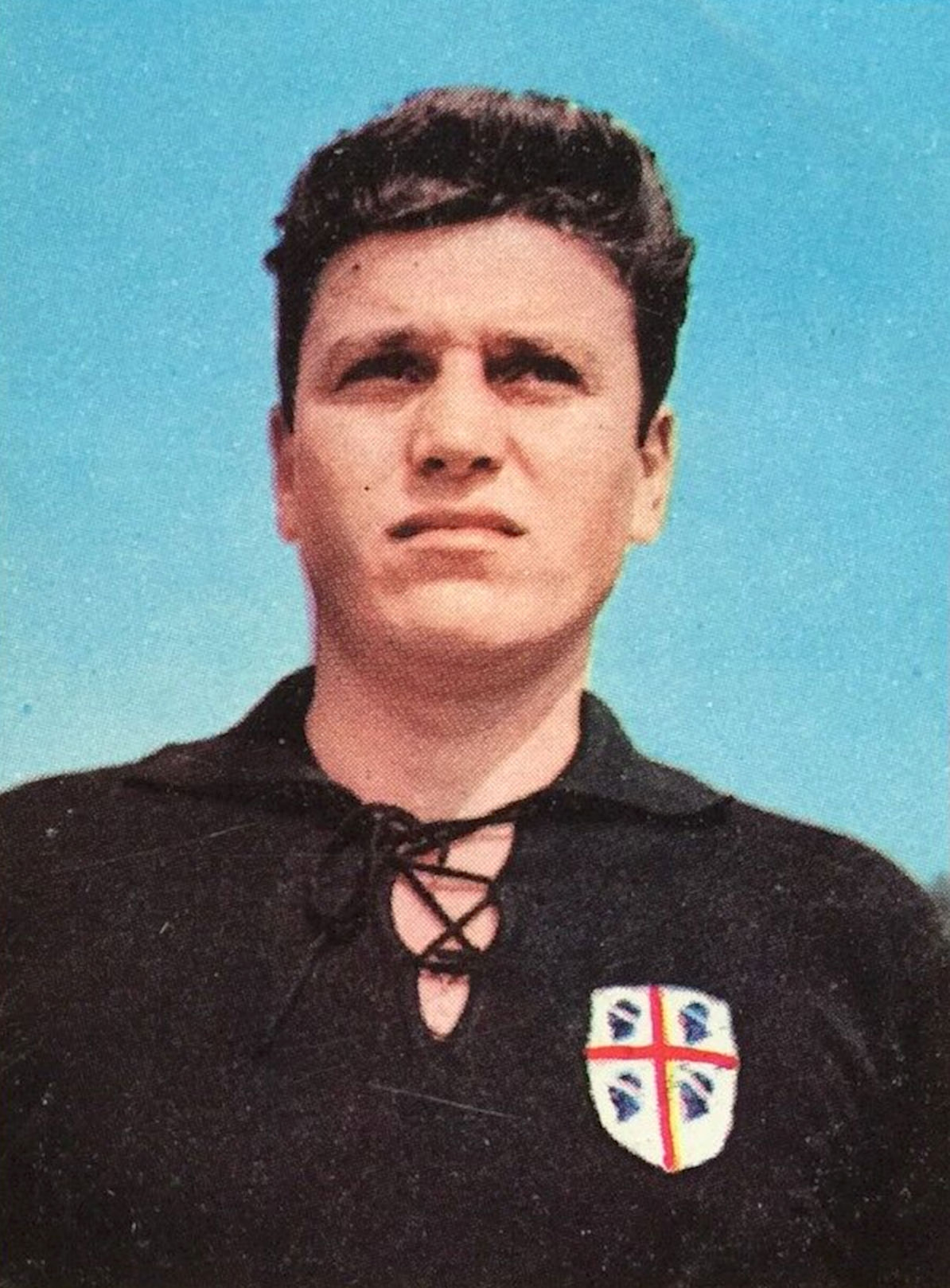
Mattrel al Cagliari nel 1966

Nel 1965-1966 passò al Cagliari rimanendovi due stagioni, in cui, nella seconda, perse il posto da titolare a vantaggio di Adriano Reginato a causa di un problema alla schiena. Con i cagliaritani Mattrel ha anche una esperienza nel campionato nordamericano organizzato nel 1967 dalla United Soccer Association e riconosciuto dalla FIFA, in cui i sardi giocarono nelle vesti del Chicago Mustangs, ottenendo il terzo posto nella Western Division.
Si trasferì quindi alla SPAL del presidente Paolo Mazza. A Ferrara iniziò la stagione 1967-1968 titolare per poi finire fuori rosa in un'annata che vide la squadra ferrarese retrocedere in Serie B. Quindi, nel 1969, decise per il ritiro e ritornò nella sua Torino.
Oltre alle 158 presenze in Serie A, disputò anche 27 partite di Coppa Italia, 4 partite di Coppa dei Campioni e una partita di Coppa delle Coppe.

### Nazionale
Dopo due presenze con la nazionale giovanile e una con la nazionale B, mentre giocava con il Palermo conquistò un posto nella nazionale maggiore esordendo nel 1962 nell'incontro premondiale Belgio-Italia (1-3).
Convocato nella lista dei 22 giocatori per la spedizione mondiale di Cile 1962, disputò da titolare la partita Cile-Italia 2-0 che fu anche la sua ultima in maglia azzurra, dopo aver collezionato anche 3 presenze nella nazionale giovanile, 3 nella nazionale militare e 2 nella nazionale B.

## Statistiche

### Cronologia presenze e reti in nazionale
| Cronologia completa delle presenze e delle reti in nazionale ― Italia | Cronologia completa delle presenze e delle reti in nazionale ― Italia | Cronologia completa delle presenze e delle reti in nazionale ― Italia | Cronologia completa delle presenze e delle reti in nazionale ― Italia | Cronologia completa delle presenze e delle reti in nazionale ― Italia | Cronologia completa delle presenze e delle reti in nazionale ― Italia | Cronologia completa delle presenze e delle reti in nazionale ― Italia | Cronologia completa delle presenze e delle reti in nazionale ― Italia |
| Data                                                                  | Città                                                                 | In casa                                                               | Risultato                                                             | Ospiti                                                                | Competizione                                                          | Reti                                                                  | Note                                                                  |
| --------------------------------------------------------------------- | --------------------------------------------------------------------- | --------------------------------------------------------------------- | --------------------------------------------------------------------- | --------------------------------------------------------------------- | --------------------------------------------------------------------- | --------------------------------------------------------------------- | --------------------------------------------------------------------- |
| 13-5-1962                                                             | Bruxelles                                                             | Belgio                                                                | 1 – 3                                                                 | Italia                                                                | Amichevole                                                            | -                                                                     |                                                                       |
| 2-6-1962                                                              | Santiago del Cile                                                     | Cile                                                                  | 2 – 0                                                                 | Italia                                                                | Mondiali 1962 - 1º turno                                              | -                                                                     |                                                                       |
| Totale                                                                |                                                                       | Presenze                                                              | 2                                                                     |                                                                       | Reti                                                                  | 0                                                                     |                                                                       |

## Palmarès

### Club
- Campionato italiano: 3

Juventus: 1957-1958, 1959-1960, 1960-1961
- Coppa Italia: 2

Juventus: 1958-1959, 1959-1960